# Rubus stans
Rubus stans är en rosväxtart som beskrevs av Wilhelm Olbers Focke. Rubus stans ingår i släktet rubusar, och familjen rosväxter. Utöver nominatformen finns också underarten R. s. soulieanus.